# Toponica (gmina Malo Crniće)
Toponica (cyr. Топоница) – wieś w Serbii, w okręgu braniczewskim, w gminie Malo Crniće. W 2011 roku liczyła 820 mieszkańców.